# سيلاس جي. برات
سيلاس جي. برات (بالإنجليزية: Silas G. Pratt)‏ هو ملحن أمريكي، ولد في 4 أغسطس 1846 في أديسون في الولايات المتحدة، وتوفي في 30 أكتوبر 1916 في بيتسبرغ في الولايات المتحدة.

## وصلات خارجية
- سيلاس جي. برات على موقع ميوزك برينز (الإنجليزية)
- سيلاس جي. برات على موقع ديسكوغز (الإنجليزية)